# Dmitriy Sergeyevich Peskov
Dmitry Sergeyevich Peskov (tiếng Nga: Дмитрий Сергеевич Песков, IPA: [pʲɪˈskof]; sinh ngày 17 tháng 10 năm 1967) là một nhà ngoại giao Nga, người phát ngôn của Tổng thống Nga, Vladimir Putin.